# Lacconectus sikkimensis
Lacconectus sikkimensis är en skalbaggsart som beskrevs av Michel Brancucci 1989. Lacconectus sikkimensis ingår i släktet Lacconectus och familjen dykare. Inga underarter finns listade i Catalogue of Life.